# T&E SOFT
T&E SOFT（株式会社ティーアンドイーソフト、英: T&E SOFT Inc.）は、かつて存在した日本のコンピューターゲームメーカー。パソコンゲーム草創期からの老舗ソフトハウスとして知られたが、紆余曲折を経て、ドワンゴの傘下となり、スパイク・チュンソフト第三開発グループ（名古屋オフィス）に再編された。

## 概要
2002年（平成14年）にティーアンドイーソフトは社名を変更してディーワンダーランド（現大黒屋グローバルホールディング）となっており便宜上旧T&Eとする。その後別法人が同社名を継承したものを新T&Eとする。

## T&E SOFT（旧社）
社名は創業者である兄の横山俊朗と弟の横山英二の名前から付けられたが、後に「トライ&エキサイティング」の略称へと変わり、最終的に「テクノロジー&エンターテインメント」の略称へと変わっていった。
1982年（昭和57年）に工学社のパソコン雑誌『I/O』にNECのパソコンPC-6001シリーズ向けのゲームのプログラムリストを投稿、掲載し、そのゲームをパッケージ販売することで活動を開始した。1983年（昭和58年）からはI/O誌でのプログラムリスト公開をやめ、PC-6001以外の多機種展開を始め、2月に発売した『3Dゴルフシミュレーション』がヒット。以後、国産の8ビットパソコンでは、スターアーサー伝説シリーズ、ハイドライドシリーズ、『DAIVA』などで名を馳せた人気ゲームソフトハウスだった。
16ビットパソコン時代になると、『3Dゴルフシミュレーション』を引き継いだゴルフゲーム『遙かなるオーガスタ』が1989年（平成元年）11月に発売され、このシリーズが看板作品になる。3D表示システム「POLYSYS（ポリシス）」を使用し、発表当時にこのシステムで「10年は食う」と公言していた。1990年（平成2年）10月に経営難のクリスタルソフト（XTALSOFT）を救済合併し、T&E SOFT大阪開発部を設立。
1986年（昭和61年）3月に東芝EMI（現ユニバーサル ミュージック日本法人）より発売されたファミリーコンピュータ用ソフト『ハイドライド・スペシャル』の開発で家庭用ゲーム機へ参入。1990年（平成2年）12月にゲームボーイ用ソフト『地球解放軍ジアース』から自社ブランド販売でのコンシューマ参入を開始した。1991年（平成3年）4月に発売したスーパーファミコン用ソフト『NEW 3D GOLF SIMULATION1 遙かなるオーガスタ』がスマッシュヒットしたことから、徐々にパソコンから家庭用ゲーム機へと活動を移行させた。
1997年（平成9年）に資金難で、横山兄弟の旧知の仲のスクウェア（現スクウェア・エニックス・ホールディングス）のオーナー、宮本雅史が資金援助をする代わりに筆頭株主となり、後にスクウェア自身も出資する形で兄弟会社になる。
2001年（平成13年）1月15日に株式会社ティーアンドイーソフトはディズニーと資本・業務提携を行い2002年（平成14年）5月1日に株式会社ディーワンダーランドとなった。同社は現在、ゲーム開発事業を行っていないが、旧コンテンツ制作部が独立した株式会社ディープが2005年（平成17年）4月22日にティーアンドイーソフトの商標権を取得し、ゲーム開発を継続した。
2019年3月4日、D4エンタープライズは大黒屋グローバルホールディング株式会社が所有していたティーアンドイーソフトゲームコンテンツの知的財産権を取得したことを発表した。

### ファンクラブ
当時のゲーム会社としては珍しく、会費制の有料ファンクラブ「T&ESOFTユーザーズクラブ」を運営し、会報紙「T&E PRESS」および季刊の会報誌「T&Eマガジン」を自社内で編集・発行し会員に郵送していた。後述するように年に一度秋の連休頃に「ATTACK」という名称でファンクラブイベントを開催していた。会員証も発行しており、当初は運転免許証サイズのプラスチック製であったが、1990年に新たな会員証として、オリジナル曲3曲を収録した8センチCDが製作され全会員に再発行された。同年7月に運営を終了。

### 自社イベント
パソコンソフトメーカーとしては大規模な自社イベントを複数回開催していた。一般入場も可能だったが、ユーザーズクラブ会員限定のプログラムもあった。
- ATTACK`86 IN AKIHABARA（1985年11月） - 会場はラジオ会館8階ホール。新作ゲーム『ハイドライド2』『レイドック』の発表と試遊、ゲーム大会を実施した。
- ATTACK`86 IN NAGOYA（1986年8月） - 会場は愛知青少年公園。『ハイドライド』を題材にした屋外ゲーム大会「体感ハイドライド」を実施した。
- ATTACK`87 IN YOYOGI（1986年11月） - 会場は代々木公園マイタウンフェスティバル野外ステージ。新作ゲーム『ディーヴァ』の完成発表会を実施した。
- ATTACK`88 IN ALTA（1987年11月） - 会場は新宿アルタ内スタジオアルタ。T&E SOFT創立5周年記念新作発表会と題して大々的に行われた。新作ゲーム『ハイドライド3』『スーパーレイドック（X1版）』『ディーヴァ　カリ・ユガの光輝』『アシュギーネ　虚空の牙城』を披露し、試遊台も多数用意された。2階バルコニーステージより浅倉大介による生演奏（ディーヴァ、ハイドライドメドレー、スーパーレイドック、ハイドライド3）が行われ、アルタビジョンに演奏映像とゲーム映像などが流された。
- ATTACK`88 IN SUZUKA（1988年8月） - 会場は鈴鹿サーキット。新作ソフト『グレーテストドライバー』発表会及び、レーシングカートによるレース大会が開催された。

## T&E SOFT（新社）
横山兄弟の兄である横山俊朗が2003年（平成15年）1月に設立した株式会社デジタルゴルフが、2006年（平成18年）1月1日に株式会社ディープを吸収合併し、名古屋支社を設立。株式会社デジタルゴルフが正式にティーアンドイーソフトのブランド名でゲーム開発をしていた。
2008年（平成20年）1月21日に名古屋支社の開発部門を株式会社ティーアンドイーソフトとして分社化し、1月30日に株式会社ドワンゴの子会社ゲームズアリーナが株式会社ティーアンドイーソフトの発行済み全株式を取得することを発表、ゲームズアリーナの子会社化（ドワンゴの孫会社化）されることになった。
2010年（平成22年）8月にはゲームズアリーナ子会社のチュンソフト（現・スパイク・チュンソフト）がティーアンドイーソフト所在地に名古屋オフィスを開設。あわせて、内藤時浩や溝邊雄一といったスタッフもチュンソフト（2012年4月現在はスパイク・チュンソフト第三開発グループ）所属となった。2016年にはスタッフの一部をコアメンバー（代表取締役は廣瀬久純、取締役は溝邊雄一）にロコビットが設立され、スパイク・チュンソフトの開発下請などをしている。

## 沿革

### 旧T&E
- 1981年（昭和56年）12月 - 愛知県一宮市にて創業。
- 1982年（昭和57年）4月 - 中日本映像株式会社パソコン・ソフト事業部としてパッケージ・ソフトの開発、製作を開始[8]。
- 1982年（昭和57年）10月 - 名古屋市名東区藤が丘に株式会社ティーアンドイーソフト設立。
- 1983年（昭和58年）12月- T&Eマガジン創刊。
- 1984年（昭和59年）8月- 本社を名古屋市名東区豊が丘に移転。
- 1985年（昭和60年）1月 - T&E SOFTユーザーズクラブ発足。会報紙「T&E PRESS」創刊（1990年7月運営終了）。
- 1990年（平成2年）10月 - クリスタルソフト株式会社と合併、大阪開発部を設立。
- 1993年（平成5年）5月 - 本社を名古屋市名東区照が丘に移転。
- 1995年（平成7年）2月 - 株式を日本証券業協会の店頭銘柄として登録。
- 1995年（平成7年）4月 - 大阪開発部を大阪市淀川区西宮原に移転。
- 2001年（平成13年）10月 - 本社を東京都渋谷区に移転。
- 2002年（平成14年）5月 - 株式会社ディーワンダーランドに社名を変更。
- 2015年（平成27年）12月 - 大黒屋グローバルホールディング株式会社に社名を変更。

### 新T&E
- 2002年（平成14年）7月 - 名古屋市名東区照が丘に株式会社ディープ設立。
- 2003年（平成15年）1月 - 東京都港区に株式会社デジタルゴルフ設立。
- 2003年（平成15年）10月 - 本社を東京都品川区東五反田に移転。
- 2005年（平成17年）4月 - 株式会社ディープがティーアンドイーソフトの商標権取得。
- 2006年（平成18年）1月 - 株式会社デジタルゴルフが株式会社ディープを吸収合併、名古屋支社を設立。
- 2006年（平成18年）1月 - 株式会社デジタルゴルフが正式にティーアンドイーソフトのブランド名でゲーム開発を開始。
- 2008年（平成20年）1月21日 - 株式会社デジタルゴルフ名古屋支社の開発部門を株式会社ティーアンドイーソフトとして分社化。
- 2008年（平成20年）1月30日 - 株式会社ゲームズアリーナ（株式会社ドワンゴの子会社）が株式会社ティーアンドイーソフトの発行済み全株式を取得することを発表。
- 2010年（平成22年）8月 - 株式会社チュンソフト（ゲームズアリーナの子会社）がティーアンドイーソフト所在地に名古屋オフィスを開設し、ティーアンドイーソフトのスタッフも移籍。
- 2013年（平成25年）1月 - 株式会社スパイク・チュンソフトに吸収合併され解散[9]。

## 作品一覧
- 1982年
  - 4月 リアルゴルフゲーム
  - 5月 3Dアステロイドファイヤー
  - 6月 ミサイルファントム
  - 7月 タワーパニック
  - 8月 マリンシューター
  - 10月 ピラミッド
  - 11月 T&Eスペシャル
- 1983年
  - 2月 3Dゴルフシミュレーション
  - 7月 スターアーサー伝説I 惑星メフィウス
  - 7月 ラブアドベンチャー プレイボーイ
  - 8月 スターデストロイヤー
  - 9月 スーパーグラフィックエディター
  - 9月 バトルシップ クラプトンII スターアーサー伝説番外編
  - 9月 ピラミッド・ワープ
  - 9月 撃墜王ゼロファイター
  - 10月 ピラミッドII
  - 12月 レッドゾーン
- 1984年
  - 2月 スターアーサー伝説II 暗黒星雲
  - 3月 トリックボーイ
  - 5月 コスモミューター
  - 7月 3Dゴルフシミュレーション パート2
  - 10月 パラノイア88
  - 11月 スクェアダンサー（東芝EMIより発売）
  - 11月 3Dゴルフシミュレーション スーパーバージョン
  - 12月 スターアーサー伝説III テラ4001
  - 12月 ハイドライド
- 1985年
  - 7月 惑星メフィウス VHD版（日本ビクターより発売）
  - 9月 ピクセル2
  - 12月 ハイドライドII シャイン オブ ダークネス
- 1986年
  - 2月 レイドック
  - 3月 ハイドライド・スペシャル ファミリーコンピュータ版（東芝EMIより発売）
  - 12月 DAIVA STORY6 ナーサティアの玉座（東芝EMIより発売）
- 1987年
  - 2月 DAIVA STORY1 ヴリトラの炎
  - 2月 DAIVA STORY2 ドゥルガーの記憶
  - 2月 DAIVA STORY3 ニルヴァーナの試練
  - 2月 DAIVA STORY4 アスラの血流
  - 2月 DAIVA STORY5 ソーマの杯
  - 3月 ハイドライド 異次元バージョン（ブラザー工業より発売）
  - 7月 スーパーレイドック ミッションストライカー
  - 9月 スーパーレイドック ネットワークバージョン（日本テレネットより発売）
  - 10月 ピクセル3
  - 11月 ハイドライド3 ザ・スペース・メモリーズ
  - 12月 アシュギーネ　虚空の牙城（パナソフトセンターより発売）
- 1988年
  - 3月 DAIVA STORY7 カリ・ユガの光輝
  - 10月 グレイテスト・ドライバー
  - 11月 サイオブレード 「PSY-O-BLADE」
  - 11月 レイドック2 ラスト アタック（パナソフトセンターより発売）
  - 12月 T&Eマガジン ディスクスペシャル（ブラザー工業より発売）
- 1989年
  - 3月 ハイドライド3 闇からの訪問者 ファミリーコンピュータ版（ナムコより発売）
  - 6月 T&Eマガジン ディスクスペシャル2（ブラザー工業より発売）
  - 7月 アンデッドライン
  - 10月 スーパーハイドライド メガドライブ版ハイドライド3（アスミックより発売）
  - 10月 遙かなるオーガスタ NEW 3D GOLF SIMULATION1
  - 11月 DD倶楽部 DOT DESIGNER'S CLUB
- 1990年
  - 1月 ルーンワース 黒衣の貴公子
  - 4月 サイオブレード メガドライブ版（シグマ商事より発売）
  - 4月 エイト レイクス G.C. NEW 3D GOLF SIMULATION2
  - 7月 幻獣鬼 アンデッドライン
  - 11月 T&Eセレクション NEW 3D GOLF SIMULATION3（ブラザー工業より発売）
  - 12月 地球解放軍ジ・アース
- 1991年
  - 3月 ルーンワース2 時空の神戦
  - 7月 ルーンワース3 神聖紀光臨
  - 9月 ワイアラエの奇蹟 NEW 3D GOLF SIMULATION4
  - 12月 アンデッドライン メガドライブ版（パルソフトより発売）
- 1992年（平成4年）
  - 4月 ペブルビーチの波濤 NEW 3D GOLF SIMULATION5
  - 9月 ミスタープロ野球 パーフェクト
  - 11月 ソード・ワールドPC
- 1993年
  - 3月 デビルズコース NEW 3D GOLF SIMULATION6
  - 8月 ソード・ワールドSFC
  - 9月 マスターズ/遙かなるオーガスタ2
- 1994年
  - 2月 T&E VR GOLF ワールドグリーン
  - 7月 マスターズ/遙かなるオーガスタ3
  - 7月 ソード・ワールドSFC2 いにしえの巨人伝説
  - 12月 ライズ・オブ・ザ・ロボッツ
- 1995年
  - 4月 ヴァーチャルハイドライド
  - 7月 レッドアラーム
  - 8月 T&E ヴァーチャル ゴルフ
  - 12月 ザ・ハイパーゴルフ セガサターン版（ビック東海より発売）
- 1996年
  - 1月 フローティングランナー プレイステーション版（エクシングより発売）
  - 3月 ザ・グレートショット 〜ペブルビーチ〜
  - 4月 T&E VR GOLF ワールドグリーンII
  - 7月 ファミリーワークス家計簿ソフト
  - 12月 Cu-On-Pa SFC
- 1997年
  - 1月 BUSHI青龍伝〜二人の勇者〜（ゲームフリークの開発）
  - 12月 ジュンクラシック&ロペ倶楽部
  - 12月 遙かなるオーガスタ マスターズ'98
- 1998年
  - 1月 ブレイズ&ブレイド エターナルクエスト
  - 2月 イケてるナイナイ!お笑いの星
  - 7月 しのらリズム
  - 7月 遙かなるオーガスタ for Windows
  - 9月 ブレイズ&ブレイド バスターズ
- 1999年
  - 3月 ソナタ
  - 4月 ハイドライド ウィンドウズ版
  - 11月 ハイドライド3 ゴールドパック
- 2000年
  - 3月 ゴルフパラダイス
  - 12月 ゴルフパラダイスDX
- 2001年（平成13年）
  - 5月 ハイドライド1・2・3 （デジキューブよりコンビニ専売）
  - 11月 ハイドライド1・2・3
- 2002年
  - 5月 DISNEY GOLF CLASSICS ディズニーゴルフ クラシック（カプコンより発売）
- 2005年
  - 2月 スーパーリアルゴルフ（FOMAシリーズ用iアプリ）
  - 11月 大人のDSゴルフ（任天堂より発売）
  - 11月 ゴルトモ（デジタルゴルフよりプレサービスを開始し、2006年3月14日にプレサービスを終了）
- 2006年
  - 6月 ゴルトモ（デジタルゴルフよりクローズドベータサービスを開始）
  - 7月 ゴルトモ（デジタルゴルフよりオープンベータサービスを開始）
  - 8月 ゴルトモ（デジタルゴルフより正式サービスを開始）
  - 12月 ゴルトモ（デジタルゴルフよりプレミアムサービスを開始）
  - 12月 ゴルトモ（パッケージ版がソースネクストより発売）
- 2007年
  - みんなのGOLF場（ソニー・コンピュータエンタテインメント）
- 2008年
  - ROUND LEADER（デジタルゴルフ）
- 2009年
  - Blade Chronicle（ゲームズアリーナ）
  - きみとぼくと立体。（任天堂）- プログラム等
  - a little bit of... Nintendo TOUCH GOLF（任天堂）
  - 不思議のダンジョン 風来のシレン3ポータブル（チュンソフト）- PSP版移植
- 2010年
  - 百選オープンゴルフ（ゲームズアリーナ）
  - BINGO BREAK ONLINE（ゲームズアリーナ）
  - 遙かなるニコゴルフ（ゲームズアリーナ）
  - ごるコン（mixiアプリ）